# 台塑企業文物館
台塑企業文物館是位於台灣桃園市龜山區的長庚大學內的博物館。

## 外部連結
- 官方網站 （页面存档备份，存于）